# 解峰
解峰（1922年—2004年8月21日），河北易县人，原河北省省长。
解峰于1938年在晋察冀边区抗战学院学习，1939年加入中国共产党。担任定易涞县六区区委书记兼区长，后担任县武装部长。先后调任晋察冀一分区康庄县公安局副局长、怀柔县公安局局长、昌平县公安局局长、察哈尔省公安厅治安科副科长等职。
1949年，他历任中共张家口地委常委、副书记、第二书记，张家口行署副专员、专员等。
文化大革命后，他调任石家庄地区畜牧局副局长，石家庄行署副专员，中共石家庄地委书记、第二书记、第一书记等。1982年升任中共河北省委副书记，并先后兼任省委组织部部长、政法委书记、党校校长。1986年后任河北省委副书记、省长。1990年被当时的省人大以只有一票赞成选掉省长职务，是中国少数几个被人大选掉的省长之一，2000年离休。
解峰是中共十二大、十三大代表，中共第十二届中央委员，第七届全国人大代表，第七届、八届全国政协常委。2004年去世。